# Ragnhild Bratberg
Ragnhild Bratberg (* 9. Juni 1961) ist eine ehemalige norwegische Orientierungssportlerin und Skilangläuferin. Sie wurde im Ski-Orientierungslauf mehrfach Weltmeisterin sowie im Orientierungslauf 1987 Weltmeisterin mit der norwegischen Staffel.

## Laufbahn
Bratberg startete 1981 erstmals im Sommer bei Orientierungslauf-Weltmeisterschaften und gehörte von da an bis 1991 zum norwegischen Weltmeisterschaftskader. Mit der Staffel konnte sie nach zwei vierten Plätzen 1981 und 1983 1985 mit Silber ihre erste Weltmeisterschafts-Medaille gewinnen. 1986 wurde sie im bulgarischen Batak zweifache Weltmeisterin im Ski-Orientierungslauf mit Titelgewinnen im Einzel und in der Staffel zusammen mit den Läuferinnen Toril Hallan und Ellen Olsvik. 1987 wurde sie im französischen Gérardmer gemeinsam mit Ragnhild Bente Andersen, Ellen Olsvik und Brit Volden Staffelweltmeisterin im Orientierungslauf. Eine weitere Weltmeisterschafts-Medaille im Sommer-Orientierungslauf konnte sie 1991 mit Silber ebenfalls in der Staffel gewinnen. Im Einzel erreichte sie 1989 mit Rang vier ihre beste Platzierung. Bei den Ski-Orientierungslauf-Weltmeisterschaften 1988 im finnischen Kuopio konnte sie ihren Weltmeisterschafts-Titel auf der langen Distanz mit einem zweiten Platz hinter der Finnin Virpi Juutilainen nicht verteidigen. Auf der neu eingeführten Kurzdistanz siegte sie aber vor Juutilainen und gewann zudem auch mit der Staffel eine Silbermedaille. 1990 in Skellefteå gewann sie Gold sowohl auf der Kurz- als auch auf der Langdistanz sowie Bronze mit der Staffel.
1988 wurde sie mit dem Egebergs Ærespris, einem Preis der norwegischen Sportlern verliehen wird, die in mehr als einer Sportart erfolgreich sind, ausgezeichnet. 1991 siegte sie beim Skilanglaufwettbewerb Birkebeinerrennet zwischen Rena und Lillehammer. In Norwegen gewann sie mehrere nationale Meistertitel, unter anderem auch 1989 und 1991 auf der Langdistanz im Ski-Orientierungslauf.

## Platzierungen

### Orientierungslauf
Weltmeisterschaften:
- 1981: 10. Einzel, 4. Staffel
- 1983: 14. Einzel, 4. Staffel
- 1985: 14. Einzel, 2. Staffel
- 1987: dsq. Einzel, 1. Staffel
- 1989: 4. Einzel, 4. Staffel
- 1991: 12. Kurz, 6. Lang, 2. Staffel

Nordische Meisterschaften:
- 1982: 5. Einzel, 2. Staffel
- 1984: 26. Einzel, 1. Staffel
- 1986: 14. Einzel, 1. Staffel
- 1988: 1. Einzel, 1. Staffel
- 1990: 18. Einzel, 2. Staffel

Gesamt-Weltcup:
- 1984: 1. (inoffiziell)
- 1986: 4.
- 1988: 1.
- 1990: 2.

### Ski-Orientierungslauf
Weltmeisterschaften:
- 1986: 1. Einzel, 1. Staffel
- 1988: 1. Kurz, 2. Lang, 2. Staffel
- 1990: 1. Kurz, 1. Lang, 3. Staffel

Gesamt-Weltcup:
- 1989: 2.